# Mastigamoebidae
Mastigamoebidae es una familia de Amoebozoa, que al igual de otras arqueamebas se caracterizan por la ausencia de mitocondrias, supuestamenta perdidas al adaptarse a medios con escasez o ausencia de oxígeno. Son amebas libres o endobióticas, con forma aplanada y movimiento ameboide lento, normalmente con múltiples seudópodos. Las células son uninucleadas o multinucleadas y carecen de flagelos o bien presentan un único flagelo anterior asociado con el cono microtúbular. Algunos géneros como Endolimax se han encontrado como comensales internos de animales y humanos y pueden confundirse con especies causantes de la disentería amebiana.